# Heterocerus largsensis
Heterocerus largsensis is een keversoort uit de familie oevergraafkevers (Heteroceridae). De wetenschappelijke naam van de soort is voor het eerst geldig gepubliceerd in 1903 door Blackburn.